# San Cristóbal, Nuevo León
San Cristóbal är en ort i Mexiko.   Den ligger i kommunen García och delstaten Nuevo León, i den centrala delen av landet, 700 km norr om huvudstaden Mexico City. San Cristóbal ligger 643 meter över havet och antalet invånare är 105.
Terrängen runt San Cristóbal är varierad. Runt San Cristóbal är det mycket tätbefolkat, med 1 266 invånare per kvadratkilometer. Närmaste större samhälle är Ciudad General Escobedo, 18,5 km öster om San Cristóbal. Omgivningarna runt San Cristóbal är i huvudsak ett öppet busklandskap.